# Ruanda-Urundi
Ruanda-Urundi var et belgisk suzerinat fra 1916 til 1924, et klasse B mandatområde under Folkeforbundet fra 1924 til 1945 og derefter et tilsynsområde under FN frem til 1962, da det blev de uafhængige stater Rwanda og Burundi.

## Historie
De uafhængige kongeriger Rwanda og Burundi blev annekterede af Tyskland sammen med andre stater i Great Lakes-området i slutningen af det 19. århundrede og begyndelsen i det 20. århundrede. Området hang sammen med Tysk Østafrika men havde minimal tysk tilstedeværelse.
Under 1. verdenskrig blev området besat af styrker fra Belgisk Congo i 1916. Versaillestraktaten delte Tysk Østafrika, og størstedelen gik til Storbritannien under navnet Tanganyika. Den vestligste del, som officielt blev omtalt som "Det belgisk okkuperede østafrikanske Ruanda-Urundi", kom under belgisk administration.
Belgierne var langt mere involverede i territoriet end tyskerne havde været, særlig i Rwanda. Til trods for det mandat Belgien havde, som sagde, at de skulle udvikle området og gøre det klart for selvstændighed, praktiserede de også her "Raubwirtschaft"-politikken fra Belgisk Congo. Belgien krævede, at territorierne skulle tjene penge til "moderlandet", og at intern udvikling måtte komme fra midler samlet i territoriet. Disse midler kom i hovedsagen fra kaffe, som blev dyrket i regionens gunstige, vulkanske jordbund. Befolkningen blev også hårdt beskattet og måtte udføre tvangsarbejde.
For at implementere sine visioner for territoriet benyttede Belgien sig af de eksisterende magtstrukturer. Herskerklassen bestod i hovedsagen af tutsier, mens størstedelen af befolkningen ellers var hutuer. De belgiske administratorer holdt sig til datidens raceteorier og mente, at tutsierne var overlegne i forholdt til hutuerne. Hutuerne havde spillet en større rolle i administrationen af landet før det belgiske regime blev indført, men belgierne forenklede systemet ved at basere det på etniske skillelinjer. Vreden og frustrationen blandt de indfødte over undertrykkelsen blev fortrinsvis rettet mod tutsieliten i stedet for på en kolonimagt, som befandt sig langt væk.
Efter, at Folkeforbundet blev opløst, kom regionen under FNs tilsynsordning i 1946. Dette sagde, at Belgien skulle gøre områderne klare for selvstændighed, men belgierne mente, at det ville tage årtier, før området var klart til dette.
Selvstændigheden kom i stor grad på grund af begivenheder andre steder. I 1950-erne voksede der en selvstændighedsbevægelse frem i Belgisk Congo, og belgierne forstod, at de ikke længere kunne kontrollere området. Ruanda-Urundis større nabo blev uafhængig i 1960, og efter to år med hastige forberedelser blev også Ruanda-Urundi selvstændig 1. juli 1962, og delt i de to selvstændige lande Rwanda og Burundi. Det tog to år før regeringerne i de to lande var helt adskilte fra hverandre.

## Belgiske forvaltere

### Kongelige kommissionærer
- Justin Malfeyt (November 1916-maj 1919)
- Alfred Frédéric Gérard Marzorati (Maj 1919-august 1926)

### Guvernører
- Alfred Frédéric Gérard Marzorati (August 1926-februar 1929)
- Louis Joseph Postiaux (Februar 1929-juli 1930)
- Charles Henri Joseph Voisin (Juli 1930-august 1932)
- Eugène Jacques Pierre Louis Jungers (August 1932-juli 1946)
- Maurice Simon (Juli 1946-august 1949)
- Léon Antoine Marie Pétillon (August 1949-januar 1952)
- Alfred Claeys Boùùaert (Januar 1952-marts 1955)
- Jean-Paul Harroy (Marts 1955-januar 1962)